# Aproximante bilabial
La consonante bilabial aproximante sonora es un tipo de sonido consonántico presente en algunas lenguas como el español. El símbolo que la representa en el alfabeto fonético internacional es «β̞». Este símbolo es la letra griega beta con una tau debajo como diacrítico.

## Características

El punto de articulación de la [β̞}] en la boca es el nº 2 de ambos labios.

- Su forma de articulación es aproximante, lo que significa que se produce con un articulador cerca de otro, pero sin que se reduzca la apertura hasta el punto en que se produzca una turbulencia de aire audible, como en las fricativas.
- Su punto de articulación es bilabial, lo que significa que se articula usando simultáneamente ambos labios.
- Su tipo de fonación es sonora, lo que significa que las cuerdas vocales están vibrando durante la articulación.
- Es una consonante oral, lo que significa que se permite que el aire escape a través de la boca y no a través de la nariz.
- Es una consonante central, lo que significa que se produce dejando pasar el aire por encima de la lengua, más que por los lados.

## Presencia

### En español
En el español la consonante bilabial aproximante es uno de los alófonos del fonema /b/, correspondiente a la pronunciación habitual de las letras b y v en posición media como por ejemplo en vivo [biβ̞o].